# Axel Oxenstierna
(Conte Axel Gustafsson Oxenstierna, lettera del 1648 al figlio Johan impegnato nella negoziazione della Pace di Westfalia)
Axel Gustafsson Oxenstierna  conte di Södermöre (16 giugno 1583 – 28 agosto 1654) è stato un politico svedese.
Membro del Consiglio Reale di Svezia dal 1609 e Alto Cancelliere di Svezia dal 1612 fino alla sua morte, divenne uno dei più vicini collaboratori sia del re Gustavo Adolfo che della regina Cristina. È considerato uno dei più importanti personaggi della storia svedese, in gran parte per l'importantissimo ruolo politico da lui svolto nell'ambito della Guerra dei trent'anni (1618 - 1648), specialmente dopo la morte di re Gustavo nel 1632, ed il suo contributo nel porre le fondamenta del sistema amministrativo svedese; fu inoltre Governatore Generale della Prussia, occupata dagli svedesi durante la guerra.

## Giovinezza ed educazione
Oxenstierna nacque a Fånö, nella provincia svedese di Uppland, da Gustav Oxenstierna (Gabrielsson) (1551 - 1597) e Barbro Bielke (Axelsdotter) (1556 - 1624). Insieme ai suoi fratelli fu educato presso le università di Rostock, Jena e Wittenberg; al suo ritorno, nel 1603, divenne kammarjunker (paggio) del re Carlo IX. Nel 1606 gli fu assegnata la prima missione diplomatica, in Meclemburgo, e durante la sua assenza fu nominato membro del Consiglio Reale, divenendo uno dei più fidati collaboratori del sovrano. Nel 1610 si recò a Copenaghen con l'obiettivo di scongiurare un conflitto con la Danimarca, ma fallì nel tentativo; questa missione segnò l'inizio della lunga serie di manovre diplomatiche compiute da Oxenstierna presso i danesi, che egli ritenne sempre il più formidabile nemico del suo paese.

## Nomina a Cancelliere
Alla morte di Carlo IX nel 1611, Oxenstierna divenne membro del Consiglio di Reggenza del nuovo sovrano, Gustavo Adolfo, allora diciassettenne. Come membro dell'aristocrazia avrebbe voluto ridurre i poteri regali, ma Gustavo non era disposto a cedere il proprio potere o a sottostare a qualcuno, per cui Oxenstierna accettò di servirlo come consigliere. Il 6 gennaio 1612 egli fu nominato Alto Cancelliere (Rikskansler) del Consiglio Reale, e presto divenne evidente la sua influenza in moltissimi aspetti dell'amministrazione e della diplomazia svedesi.
Nel 1613 prese parte come plenipotenziario svedese alla firma del Trattato di Knäred, che poneva fine alla Guerra di Kalmar con la Danimarca, e per questo ricevette ricche ricompense. Durante i frequenti viaggi di Gustavo Adolfo in Livonia e in Finlandia agì come viceré, dimostrando grande abilità e versatilità. Nel 1620 comandò la brillante missione diplomatica diretta a Berlino per stipulare il contratto matrimoniale tra Gustavo e Maria Eleonora di Brandeburgo.
Durante le guerre condotte dal re contro la Russia e la Confederazione Polacco-Lituana fu incaricato di provvedere ai rifornimenti per l'esercito e la flotta, includendo anche la raccolta di denaro e di nuove reclute. Il suo ruolo era ormai divenuto così importante che Gustavo Adolfo, nel 1622, gli ordinò di accompagnarlo nella Livonia Svedese, nominandolo Governatore Generale e comandante della città di Riga; i suoi servigi gli valsero, come ricompensa, la proprietà di quattro castelli e l'intero vescovado di Wenden, nell'odierna Lituania. L'anno successivo ottenne un nuovo successo diplomatico, quando, durante i negoziati di pace che condussero alla tregua con la Polonia, riuscì, con abili manovre, ad evitare una possibile rottura con la Danimarca; questi negoziati culminarono, nel 1629, nella firma della tregua di Altmark con la Polonia-Lituania, contenente termini molto vantaggiosi per la Svezia; l'anno precedente Oxenstierna era stato nominato Governatore Generale dei nuovi possedimenti svedesi in Prussia.

## Coinvolgimento nella Guerra dei trent'anni

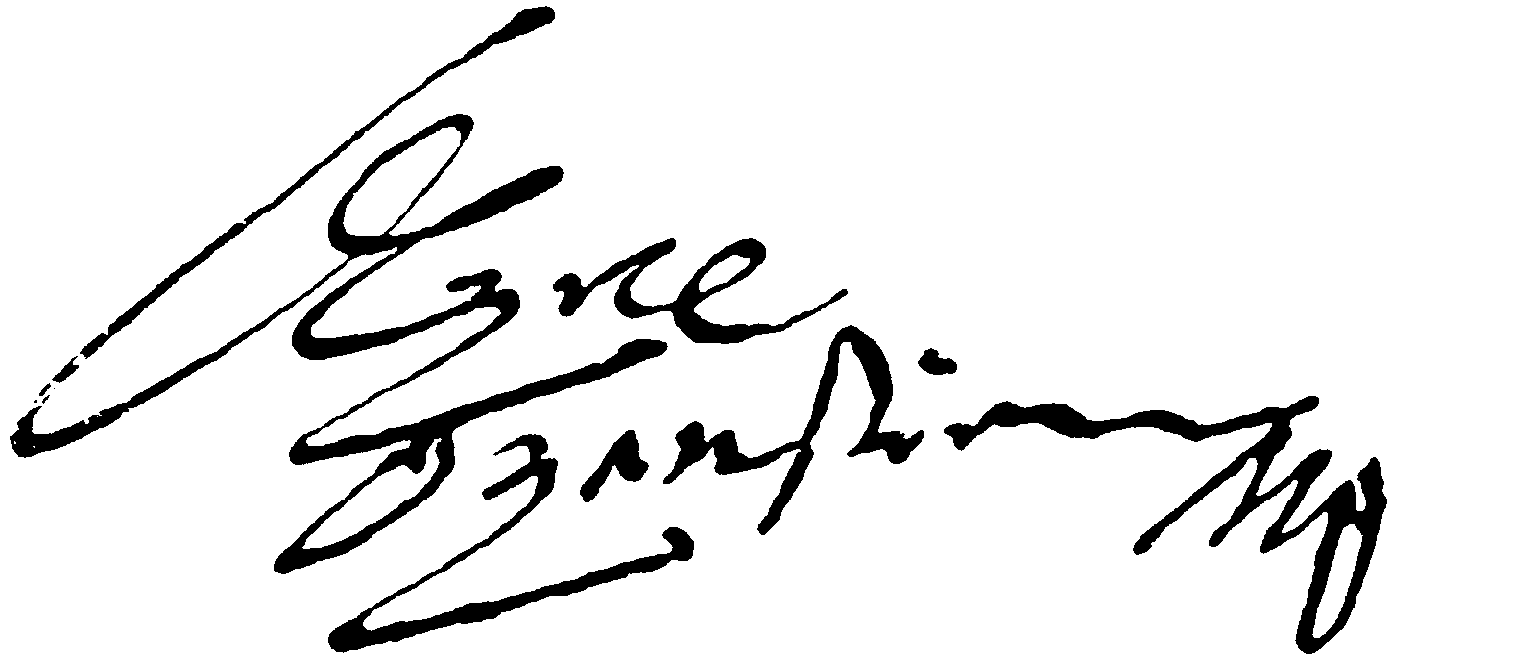
La firma di Axel Oxenstierna

Il primo coinvolgimento di Oxenstierna nel conflitto che imperversava nel Sacro Romano Impero dal 1618 avvenne nell'anno 1628, quando egli si accordò con la Danimarca per l'occupazione congiunta dell'importante porto di Stralsunda, in Pomerania, con lo scopo di evitare la sua caduta in mano alle forze imperiali. La Svezia infatti, potenza protestante, si sentiva apertamente minacciata dalla crescente egemonia asburgica e cattolica nell'Impero (vedi le fasi boema e danese della guerra) e Gustavo Adolfo si risolse ad intervenire nel conflitto, inaugurando la cosiddetta fase svedese.
Dopo la grande vittoria svedese nella battaglia di Breitenfeld del 1631, Oxenstierna ricevette ordine di assistere il sovrano sul territorio imperiale con i suoi consigli e il suo operato. Mentre Gustavo conduceva le operazioni in Franconia e Baviera, nel 1632, egli, con il ruolo di "legato", amministrò il settore renano, esercitando piena autorità su tutte le forze svedesi e alleate; sebbene Oxenstierna non combattesse mai una battaglia, si rivelò un brillante stratega, e con le sue disposizioni frustrò vari tentativi da parte delle forze spagnole di recuperare le posizioni perdute nell'area. Le sue capacità militari vennero pienamente alla luce con il brillante invio da parte sua di un consistente corpo di rinforzo a Gustavo attraverso la Germania centrale nell'estate del 1632. Ma la vera svolta nella sua carriera e nel suo potere avvenne, nello stesso anno, con la morte di Gustavo nella battaglia di Lützen.

## Dalla morte di Gustavo Adolfo alla Pace di Vestfalia
Con la morte di Gustavo, il trono passava alla regina Cristina, di soli sei anni; Oxenstierna assunse quindi il controllo della politica, della strategia bellica e dell'amministrazione del proprio paese. Il 12 gennaio 1633 fu confermato come plenipotenziario svedese in territorio imperiale, con la facoltà di amministrare e controllare tutte le forze svedesi e i territori da esse controllati. Il suo primo obiettivo fu il rafforzamento dell'alleanza con i principi protestanti tedeschi, demoralizzati dalla morte del re, con la creazione, nel 1634, della Lega di Heilbronn, con la partecipazione della Francia.
Nonostante la posizione delle forze protestanti apparisse difficile, in un sostanziale stallo e con la minaccia dall'imminente controffensiva imperiale, Oxenstierna si rivelò all'altezza della situazione, guadagnando la fiducia sia dei capi militari che dei principi e degli statisti alleati; il Cardinale di Richelieu stesso lo dipinse come "un'inesauribile fonte di ben ponderati consigli". Mentre i grandiosi piani di Gustavo Adolfo prevedevano, oltre all'ingrandimento della Svezia, anche una sostanziale riforma della struttura dell'Impero, Oxenstierna, con sostanziale realismo, abbandonò questo progetto, perseguendo invece una politica diretta al consolidamento della potenza svedese; per questo i suoi sforzi si diressero verso il guadagno per la Svezia di adeguate compensazioni per i sacrifici compiuti.
Nonostante conducesse personalmente una vita modesta ed austera, egli più volte ricorse alla tattica di impressionare sia alleati che avversari con uno sfoggio di ricchezza e potenza regali, come durante l'inconcludente Congresso di Francoforte, a cui giunse in una carrozza trainata da sei cavalli, con i principi tedeschi che lo accompagnavano a piedi. Nonostante questa dimostrazione di ricchezza, per tutto il periodo del conflitto la politica svedese soffrì per la continua diminuzione delle risorse umane e materiali, fatto che Oxenstierna non poteva nascondere agli avversari. Di fatto la conduzione della guerra da parte svedese era legata agli avvenimenti sul campo, e la terribile sconfitta subita nella battaglia di Nördlingen del 1634 portarono Oxenstierna e la Svezia sull'orlo della rovina, costringendolo a chiedere esplicitamente l'aiuto militare francese.
Nonostante la necessaria cooperazione con le forze di Richelieu, egli si rifiutò alla Conferenza di Compiègne del 1635 di subordinare lo sforzo bellico svedese agli interessi francesi, consapevole che ognuno dei contendenti necessitava dell'aiuto dell'altro, ma firmò, l'anno seguente, il Trattato di Wismar, con cui la Francia forniva un sostanziale sussidio ai suoi alleati. Quello stesso anno Oxenstierna tornò in Svezia, prendendo posto nel Consiglio di Reggenza, da cui, per il resto del conflitto, esercitò tutto il suo potere, specialmente per quanto riguardava la politica estera. In particolare si occupò dei piani per la cosiddetta Guerra di Torstenson contro la Danimarca (1643 - 1645), brillantemente condotta dal generale lennart Torstenson, in seguito alla quale la Danimarca fu costretta a cedere importanti territori agli svedesi, vedendo così molto ridimensionato il suo ruolo nel Mar Baltico.

## Ultimi anni di vita
Con la firma della Pace di Vestfalia del 1648, la Svezia terminava vittoriosamente il conflitto, ma gli ultimi anni di vita di Oxenstierna furono tormentati dalla gelosia della giovane regina Cristina, che lo ostacolava in ogni modo; in cambio, egli la accusava dell'esiguità dei guadagni svedesi nel conflitto, causati a suo dire dall'interferenza della sovrana.
Nonostante questi dissapori egli si oppose all'abdicazione della regina nel 1654, temendo che la Svezia sarebbe stata danneggiata dalla natura avventurosa del nuovo re Carlo X, ma la considerazione dimostratagli dal sovrano lo portarono a riconciliarsi. Oxenstierna morì a Stoccolma, il 28 agosto 1654, all'età di 71 anni.